# Judecată
Pentru alte utilizări ale numelui Judecată, vezi Judecată (dezambiguizare).
Judecata este o propoziție logico-gramaticală care exprimă apartenența sau neapartenența unei proprietăți la un obiect. În cazul în care exprimă apartenența însușirii la un obiect ea se numește judecată sau propoziție logică afirmativă, iar dacă exprimă neapartenența unei însușiri la un obiect este o judecată negativă sau propoziție logică negativă.
Exemple:
- Judecată afirmativă: „Omul este animal spiritual”
- Judecată negativă: „Omul nu este animal spiritual”

## Componenți ai unei judecăți
Judecata are două elemente:
- ideea obiectului de cunoscut;
- ideea unei insușiri ce ar putea aparține sau nu obiectului vizat de noțiunea obiectului.

Ideea obiectului reflectat de gândire este noțiunea obiectului. Noțiunea obiectului este primul element necesar în sistemul judecății fiind numit subiect logic. Noțiunea obiectului poate fi exprimată în limbaj printr-un semn vizual ca, de exemplu, un cuvânt scris sau un cuvant vorbit, desemnând o existență materială sau spirituală.
Ideea insușirii adică noțiunea însușirii a cărei apartenență se afirmă sau se neagă cu privire la unul și același obiect este predicatul logic și poate fi exteriorizată prin semn perceptibil vizual sau auditiv ca de exemplu printr-un cuvânt scris sau pronunțat al unei limbi.
Exteriorizarea perceptibilă a judecății este propoziția logică. Ea poate avea în funcție de gradul de generalitate al judecății o formă mai mult sau mai puțin generală.

## Structura judecății
Structura judecății este dată de legătura dintre noțiunea obiectului și noțiunea însușirii lui posibile.Legătura dintre noțiunea obiectului și noțiunea insușirii posibile poate fi o legătură de negare logică a apartenenței proprietății sau de afirmare a apartenenței proprietății la obiectul vizat.
Ideea legăturii dintre obiectul reflectat și însușire se exprimă în limbaj prin cuvântul „este”. Ideea neapartenenței însușirii la obiect se exprimă lingvistic prin expresia „ nu este ”.

## Valori de adevăr și corespondența cu realitatea enunțurilor
O judecată este o propoziție cognitivă care exprimă reflectarea stării de fapt a obiectului cunoașterii în raport cu realitatea obiectivă. Această reflectare este exprimată prin atribuirea unei valori de adevăr dintre următoarele: adevărat, fals, necunoscut/nestabilit. Obiectul cunoașterii este sporit prin transformarea propozițiilor cu valoare de adevăr necunoscutul în propoziții adevărate sau false în urma unei cercetări. 